# Kodeks Cypryjski
Kodeks Cypryjski, łac. Codex Cyprius (Gregory-Aland no. Ke albo 017), ε 71 (von Soden) – grecki uncjalny rękopis Nowego Testamentu z tekstem czterech Ewangelii, pisany na pergaminie. Paleograficznie może być datowany na wieki IX-XI, obecnie większość badaczy opowiada się za IX wiekiem. Tekst pisany jest w sposób ciągły, dzielony jedynie punktami stychometrycznymi.
Reprezentuje tekst większości rękopisów, w jego wczesnym stadium, a ponieważ jest kompletny, bez żadnych luk w tekście – jest ważnym świadkiem tekstu większości (nazywany tekstem bizantyńskim).
W 1673 roku przywieziony został z Cypru i odtąd przechowywany jest w Paryżu. Kodeks badany był przez wielu paleografów i krytyków tekstu od końca XVII wieku do połowy XX wieku. Tekst rękopisu jest cytowany w krytycznych wydaniach greckiego Nowego Testamentu.

## Opis
Kodeks przekazuje pełny tekst czterech Ewangelii na 267 pergaminowych kartach (26 na 19 cm). Karty kodeksu ułożone są in quarto (cztery karty w foliale). Jest jednym z nielicznych rękopisów uncjalnych zawierających pełny tekst czterech Ewangelii. Tekst pisany jest jedną szeroką kolumną na stronę, 16-31 linijek na stronę. Zazwyczaj jest to 21 linijek na stronę. Wielkość liter jest bardzo nieregularna i zmienna, na niektórych stronach litery uzyskują bardzo duże rozmiary i dlatego liczba linijek tekstu nie jest stała. Atrament jest koloru brunatnego.
Kształt uncjały przypomina bardzo trzy lekcjonarze datowane zwykle na wieki X-XI: ℓ 296, ℓ 1599 i ℓ 3.
Słowa pisane są ciągle, bez przerw między literami (scriptio-continua). Często i regularnie występuje punkt stychometryczny, który, jak się sądzi, pozostał po dawnym stychometrycznym sposobie pisania. Litery są wielkie, proste i ściśnięte, w kształcie prostokątów. Stosuje przydechy (oddawane przy pomocy znaków ⊢ i ⊣) i akcenty, które pochodzą od pierwszej ręki (prima manu), ale nie zawsze we właściwych miejscach, bądź brakuje ich. Często występuje błąd itacyzmu, a także inne błędy.

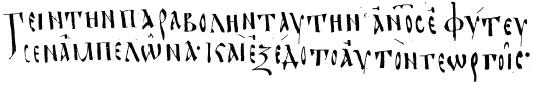
Łukasz 20,9, w drugiej linii, pomiędzy 11. a 12. literą stoi punkt stychometryczny; drugi taki punkt stoi na końcu 2. linii

Tekst dzielony jest według krótkich Sekcji Ammoniusza (Mateusz 359, Marek 241, Łukasz 342, Jan 232), ale nie posiada odniesień do Kanonów Euzebiusza. Pierwotnie nie zawierał podziału na dłuższe κεφαλαια (rozdziały), ale ich τιτλοι (tytuły) umieszczone zostały w górnym marginesie. Późniejsza ręka dodała numery κεφαλαια na marginesie (Mateusz 68, Marek 48, Łukasz 83, Jan 19).
Tablice Euzebiusza (karty 10-14) dodane zostały przez późniejszą rękę, ponadto Synaxarion (lista świętych) wraz z Menologion (święte dni) na kartach 1-9. Na marginesie posiada noty liturgiczne. Na końcu każdej z trzech pierwszych Ewangelii kolofon informuje o liczbie stichoi w Ewangelii oraz czasie jej napisania. W Mateuszu:
ευαγγελιον κατα ματθαιον ΣΤΙ ΑΒΨ (Ewangelia według Mateusza 703 stychów)
το κατα ματθαιον ευαγγελιον υπ αυτου εν ιεροσολυμοις (Ewangelia przez samego Mateusza w Jerozolimie)
μετα χρονους η της του χριστου αναληψεως (Po wniebowstąpieniu Chrystusa).
W Marku:
ευαγγελιον κατα μαρκον ΣΤΙ ΔΨ (Ewangelia według Marka 704 stychów)
το κατα μαρκον ευαγγελιον εξ δοτη μετα χρονους δεκα (Ewangelia napisana przez Marka dziesięć lat po)
της του χριστου αναληψεως (Wniebowstąpieniu Chrystusa)
W Łukaszu:
ευαγγελιον κατα λουκαν ΣΤΙ ΑΒΩ (Ewangelia według Łukasza 803 stychów)
το κατα λουκαν ευαγγελιον εξεδοτη μετα χρονους ιε (Ewangelia napisana przez Łukasza 15 lat po)
της του χριστου αναληψεως (Wniebowstąpieniu Chrystusa).
Nomina sacra pisane są skrótami: ΑΝΟΣ dla ανθρωπος (człowiek), ΔΑΔ dla δαυιδ (Dawid), ΘΣ dla θεος (Bóg), ΙΣ dla Ιησους (Jezus), ΙΛΗΜ dla ιερουσαλημ (Jeruzalem), ΙΗΛ dla ισραηλ (Izrael), ΚΣ dla κυριος (Pan), ΜΗΡ dla μητηρ (matka), ΟΥΝΟΣ dla ουρανος (niebo), ΟΥΝΙΟΣ dla ουρανιος, ΠΗΡ dla πατηρ (ojciec), ΠΝΑ dla πνευμα (duch), ΠΝΙΚΟΣ dla πνευματικος (duchowy), ΣΡΙΑ dla σωτηρια (zbawienie), ΥΣ dla υιος (syn), ΧΣ dla χριστος (Chrystus).

## Tekst

### Charakter tekstualny

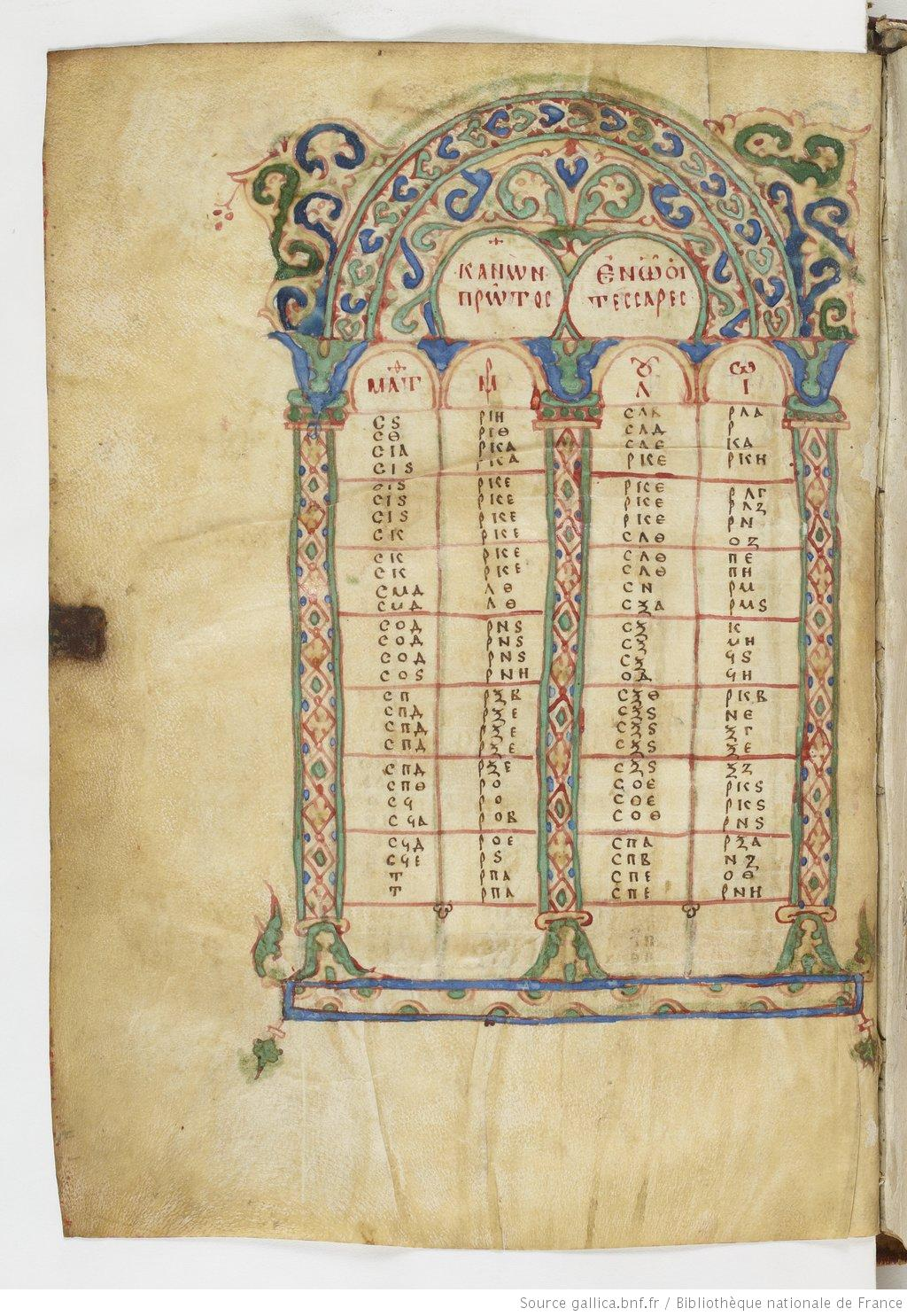
Tablice Kanonów Euzebiusza

Grecki tekst kodeksu reprezentuje tekst bizantyński, z licznymi przedbizantyjskimi wariantami. Niektóre z nich są zgodne z tekstem aleksandryjskim. Należy do tekstualnej rodziny Π i obok kodeksu Kodeksu Petropolitańskiego jest najważniejszym przedstawicielem tej grupy. Grupa ta jest w bliskiej relacji do Kodeksu Aleksandryjskiego. Aland zaklasyfikował go do V kategorii.
Hermann von Soden zaklasyfikował go do rodziny tekstualnej Iκa, której pochodzenie wiązał z Jerozolimą. Dzisiaj rodzina ta określana jest przy pomocy siglum Π. Według Claremont Profile Method (metoda wielokrotnych wariantów), która rozbija tę rodzinę na dwie podgrupy, należy do rodziny Πa w Łukaszu 1, Łukaszu 10 i Łukaszu 20.
Silva Lake uznała, że tekst kodeksu jest rozcieńczoną formą tekstu rodziny Π, wzbogaconego w znaczą liczbę wariantów obcych dla tej grupy, większość z nich jest wynikiem błędów nieostrożnego i niewykształconego kopisty. Zawodowy skryba nie mógłby popełnić takich błędów, jakie spotykamy w Marku 4,1; 6,26; 9,4; 13,3; 14,38; 16,4. Szereg wariantów kodeksu nie znajduje tekstualnego oparcia u innych członków rodziny Π, znajdują takie wsparcie jedynie na zewnątrz rodziny, niejednokrotnie wśród rękopisów tekstu aleksandryjskiego (C, L, M, N, Δ). Zdaniem Lake warianty aleksandryjskie są raczej dziełem przypadku niż wpływu tekstu aleksandryjskiego.

### Warianty tekstowe
W Mateuszu 27,34 stosuje οινον (wino), w czym jest zgodny z: Kodeksem Synajskim, Watykańskim, Bezae, Regius, Koridethi, rękopisami rodziny Lake’a (f1), rękopisami rodziny Ferrara (f13), oraz 33; Alexandrinus, Washingtonianus, Climaci Rescriptus i w większości rękopisów występuje wersja οξος (ocet) (por. Psalm 69,22). Według Wettsteina wariant οινον pochodzi ze starołacińskich rękopisów.
W Marku 10,19 – brak frazy μη αποστερησης, podobnie jak w kodeksach: B (dodana przez drugiego korektora), W, Ψ, f1, f13, 28, 700, 1010, 1079, 1242, 1546, 2148, ℓ 10, ℓ 950, ℓ 1642, ℓ 1761, syrs, arm, geo. Brak tej frazy jest charakterystyczny dla rękopisów tekstu aleksandryjskiego oraz cezarejskiego.
W Łukaszu 9,55-56 zawiera interpolację: στραφεις δε επετιμησεν αυτοις και ειπεν, Ουκ οιδατε ποιου πνευματος εστε υμεις; ο γαρ υιος του ανθρωπου ουκ ηλθεν ψυχας ανθρωπων απολεσαι αλλα σωσαι („ale On obrócił się, zgromił ich i powiedział: Wy nie wiecie, jakiego ducha jesteście; bo Syn Człowieczy nie przyszedł zatracać dusze ludzkie, ale je zachować”) – zawierają ją kodeksy: Π 1079 1242 1546 (f1 bez γαρ) (Θ f13 bez υμεις oraz γαρ).
W Jana 1,29 brakuje słów ο Ιωαννης, w czym wspierany jest przez rękopisy: Sinaiticus, Alexandrinus, Vaticanus, Campianus, Petropolitanus Purpureus, Vaticanus 354, Nanianus, Macedoniensis, Sangallensis, Koridethi, Petropolitanus, Athous Lavrensis, Athous Dionysiu, 047, 0141, 8, 9, 565, 1192;
W Jana 1,42 stosuje wariant εγαγον, podobnie jak w kodeksach: Athous Lavrensis (044), 1519, lekcjonarz 1692; w większości wersja εγαγεν;
W Jana 1,45 stosuje wariant Ιησουν τον υιον Ιωσηφ (Jezusa, syna Józefa), podobnie jak w kodeksach: Alexandrinus, Campianus, Macedoniensis, Sangallensis, Petropolitanus, Kodeks 047, 7, 8, 196, 461, 817, 1514, 1519; większość rękopisów ma Ιησουν τον υιον του Ιωσηφ (Jezusa, syna Józefa);
W Jana 1,50 stosuje wariant οψη (zobaczysz), podobnie jak w kodeksach: Alexandrinus, Basilensis, Boreelianus, Seidelianus I, Campianus, Vaticanus 354, Sangallensis, Koridethi, Petropolitanus, Athous Lavrensis, 045, 047, 9, 461, 1216, ℓ 253; większość rękopisów stosuje wariant οψει (zobaczysz);
W Jana 1,51 stosuje wariant και λεγει (i mówi), podobnie jak w kodeksach: Alexandrinus, Seidelianus I, Campianus, Nanianus, Macedoniensis, Koridethi, Petropolitanus, 0141, 0211, 210, 1212; większość rękopisów stosuje λεγει (mówi);
W Jana 2,8 stosuje wariant οι δε (oni zaś), podobnie jak w kodeksach: Petropolitanus Purpureus, Petropolitanus, 044, 565, 1192; większość rękopisów ma και (i);
W Jana 2,22 stosuje wariant ελεγε αυτοις (powiedział im), podobnie jak w kodeksach: Petropolitanus, 754, 1212, lectionary 1076; większość rękopisów ma ελεγε (powiedział);
W Jana 3,2 stosuje wariant αυτον (Jego), podobnie jak w kodeksach: Alexandrinus, Vaticanus 354, Nanianus, Macedoniensis, Sangallensis, Koridethi, Petropolitanus, 044, 045, 047, 0211, 7, 9, 194, 196, 210, 461, 565, 743; większość rękopisów stosuje τον Ιησουν (Jezusa);
W Jana 3,19 stosuje wariant αυτων πονηρα τα εργα; większość rękopisów przekazuje tę frazę w sekwencji πονηρα αυτων τα εργα;
W Jana 4,1 stosuje wariant ο κυριος (Pan), podobnie jak w kodeksach: A, E, F, G, K, S, U, 034, 036, 037, 041, 044, 045, 0141, 0211, 2, 7, 8, 9, 27, 194, 196, 461, 475; większość rękopisów ma ο Ιησους (Jezus);
W Jana 4,42 stosuje unikatowy wariant εγνωμεν, inne rękopisy mają οιδαμεν (εγνωκαμεν – kodeksy: 034 oraz 041);
W Jana 4,51 stosuje wariant υπηντησαν, podobnie jak w kodeksach: 022, 038, 044, 565, 1194, 1519; większość rękopisów ma απηντησαν;
W Jana 7,8 stosuje wariant εγω ουκ αναβαινω (Ja nie pójdę), podobnie jak w kodeksach: Sinaiticus, Kodeks Bezy, 1241, zamiast εγω ουπω αναβαινω (Ja jeszcze nie pójdę) – Vaticanus, Regius, Borgianus, Washingtonianus, Koridethi, Athous Lavrensis, 0105, 0180, Climaci Rescriptus, f1, f13, bizantyjskie rękopisy;
W Jana 8,9 stosuje wariant: οι δε ακουσαντες και υπο της συνειδησεως ελεγχομενοι εξερχοντο εις καθ εις – Kodeks Bazylejski, G, H, minuskuł 1079, 1365;
W Jana 8,10a stosuje wariant: και μηδενα θεασαμενος πλην της γυναικος (i nie zobaczył nikogo oprócz kobiety); frazy tej brak w Kodeksie Bezy, Tischendorfianus IV, 1, 28, 892, 1010 i innych;
W Jana 8,10b stosuje wariant: που εισιν εκεινοι οι κατηγοροι σου (gdzie oni są, oskarżyciele twoi); inne rękopisy mają: που εισιν οι κατηγοροι σου (gdzie są oskarżyciele twoi) jak mają: Basilensis, Boreelianus, Seidelianus I, Nanianus, 1079; albo που εισιν οι κατηγοροι σου (Seidelianus I, Vaticanus 354, f13, 28, 225, 700, 1009), albo που εισιν (gdzie są) jak mają rękopisy: Bezae, Campianus, Tischendorfianus IV, Tischendorfianus III, oraz rękopisy rodziny Lake’a (f1).

## Historia

### Kolofon
Na końcu rękopisu, na stronie 267 verso, znajduje się kolofon sporządzony przez drugą rękę (secunda manu). Według kolofonu rękopis został sporządzony przez skrybę o imieniu Bazyli (εγραφη δε η δελτος αυτη διαχειρ[] βασιλειου μοναχου), został zaś związany w księgę przez Theodulosa, który polecił siebie dla Bogurodzicy i św. Eutychusa (προσδεξη ταυτην [την δελτον] η παναγια θεοτοκος και ο αγιος Ευτυχιος). Kolofon nie podaje daty. Nie jest też do końca czytelny i zrozumiały. Pełny tekst kolofonu (według Gregory’ego):
εγραφη δε η δελτος αυτη διαχειρ[] βασιλειου μοναχου
ημφιασκεται εκεφ[]κεωθη υπ[..θε]οδουλου του μοναχου
προσδεξητε αυτην η παναγια θκος και ο αγιος ευτυχιος
κσδεοθς δια πρεσβειων της υπερ [αγι]λς θκου και
του αγιου ευτυχιου χαρισηται ημιν την βασιλειαν
των ουνων αιωνιζησαν αμην:~

### Datowanie kodeksu
Richard Simon datował rękopis na X wiek, Bernard de Montfaucon i Scholz datowali na VIII wiek. Leonard Hug uznał, że nie może być starszy niż IX wiek, ponieważ jeszcze nikt nie wskazał, że rękopisy z VIII wieku mogą zawierać skompresowane litery Σ, Ε, Ο i Θ. Litery Ζ oraz Ξ mają wypustki poniżej dolnej linii, a także małe kreski poniżej dolnej linii litery Δ, których rękopisy z wieku VIII nie zawierają.
Tregelles uznał, że rękopis nie mógł powstać wcześniej niż w połowie IX wieku, podobnie Konstantin von Tischendorf i C.R. Gregory. Frederic G. Kenyona początkowo datował rękopis na IX wiek, późnej jednak zmienił zdanie i doszedł do wniosku, że nie mógł powstać wcześniej niż w wieku XI, wysnuwał taki wniosek w oparciu o paleograficzne studnia oraz noty liturgiczne. Kenyon jednak nigdy nie widział kodeksu, a jedynie trzy jego linijki z wydania facsimile Scrivenera. Kenyon zauważył, że jest jednym z dziewięciu rękopisów uncjalnych z pełnym tekstem czterech Ewangelii (pozostałe to Sinaiticus, Vaticanus, Campianus, Vaticanus 354, Nanianus, Washingtonianus, Athous Dionysiu, 0141).
Henri Omont uznał, że nie da się ustalić precyzyjnej daty dla rękopisu w oparciu o paleograficzne studia, ponieważ jest wiele rękopisów pisanych tą samą uncjałą, ale na ogół nie są one datowane. Wiek IX jest tak samo możliwy jak wiek XI. Silva Lake była zdania, że kodeksu nie należy datować wcześniej niż rok 1000 i prawdopodobnie pochodzi on z połowy XI wieku. Ocena ta opierała się nie na paleograficznych studiach rękopisu (tutaj opiera się na opinii Omonta), lecz na tekstualnej jego zależności względem pozostałych rękopisów rodziny Π. Według Lake minuskuł 1219 reprezentuje tekst rodziny Π we wcześniejszej formie niż Codex Cyprius. Cyprius mógł być skopiowany z 1219, lub z kopii 1219 (hipotetyczny kodeks b). Jej zdaniem minuskuł 1219 powinien być datowany na lata 980-990 i jest niewielkie prawdopodobieństwo, by mógł powstać wcześniej lub później, w rezultacie datowanie Cyprius na okres wcześniejszy niż rok 1000 staje się niemożliwe.
William Hatch argumentował, że litery Β, Δ, Κ, Λ, Μ, Ξ, Π, Υ, Φ, Χ, Ψ oraz Ω mają kształt charakterystyczny dla końca X wieku lub początku XI wieku. Kształt uncjały bardzo przypomina trzy lekcjonarze datowane przezeń na X i XI wiek: ℓ 296, ℓ 1599 i ℓ 3. Z drugiej zaś strony nie zachodzi takie podobieństwo pomiędzy kodeksem a uncjalnymi rękopisami Nowego Testamentu, które zostały napisane w IX wieku. Rękopis, zdaniem Hatch, należy datować na około rok 1000.
Kurt Aland i Bruce Metzger datowali rękopis na wiek IX. Obecnie INTF datuje rękopis na IX wiek.

### Odkrycie kodeksu i wydania jego tekstu

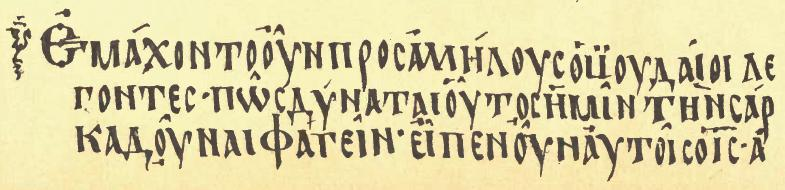
Jan 6,52-53, facsimile Scrivenera

Kodeks został przepisany z rękopisu pisanego stychometrycznie, na co wskazują punkty stawiane w tych miejscach, gdzie kończył się stych. Kodeks powstał w okresie porzucenia stychometrycznego stylu pisania i poszukiwania nowego, bardziej ekonomicznego.
Kodeks został zabrany do Paryża z Cypru w 1673 roku. Rękopis badał Richard Simon, który zacytował niektóre z jego wariantów tekstowych. John Mill w swoim wydaniu Novum Testamentum cytuje warianty tekstowe kodeksu za pośrednictwem Simona. Rękopis był badany przez paleografa Bernarda Montfaucon, który też sporządził pierwsze facsimile kodeksu z tekstem Mt 2,19-22, Giuseppe Bianchini, Scholza, Tischendorfa oraz Tregellesa. Scrivener opublikował facsimile kodeksu z tekstem Jana 6,52-53.
Henri Omont oraz William Hatch opublikowali fragmenty kodeksu metodą facsimile.
Gregory widział rękopis w roku 1883.
Wettstein cytuje rękopis, lecz nie zawsze dokładnie. Wettstein był zdania, że tekst rękopisu był alterowany w oparciu o starołacińskie rękopisy. Scholz skolacjonował tekst rękopisu w 1820 roku, ale bardzo niedokładnie, z wieloma błędami. Tischendorf w 1842 i 1849, a Tregelles w 1850 skolacjonowali jego tekst ponownie, a następnie uzgodnili ze sobą odczyty kodeksu.
Hatch ocenił, że jest to jeden z ważniejszych późnych uncjalnych rękopisów z tekstem czterech Ewangelii.
Tekst kodeksu jest cytowany w 27. wydaniu Novum Testamentum Nestle-Alanda (NA27).
Obecnie przechowywany jest we Francuskiej Bibliotece Narodowej (Gr. 63) w Paryżu.